# おおきなきがほしい
『おおきなきがほしい』は、偕成社から発売されている絵本。佐藤さとる作、絵は村上勉担当。1971年1月に発売されている絵本で、現在も刊行されている名作。ライプツィヒ国際図書デザイン展銅賞を受賞している。

## あらすじ
園児の男の子「かおる」は、大きな木が家にあるといいなと思った。その理由は、大きくて高い高い木に上りたいためだった。そこで、大きな木を作っている様子をかおるは想像している。かおるが想像している大きな木を描く。

## 登場人物
- かおる
この絵本の主人公。大きな木が欲しいと思った。
- かよちゃん
かおるの妹。
- お母さん
かおるの母親。子供の時、木登りをしたことがある。
- お父さん
かおるの父親。日曜日、かおると一緒に木を植えた。